# 史邱庄古墓
史邱庄古墓，位于中国河北省保定市史邱庄，为保定市涿州市的一个省级文物保护单位，类型为古墓葬，公布时间为1982年7月23日。
史邱庄古墓的历史年代为明代。